# Fyrk
Fyrk (från medeltidstyskans vêreken) är ett mynt, slaget i Sverige första gången 1478.

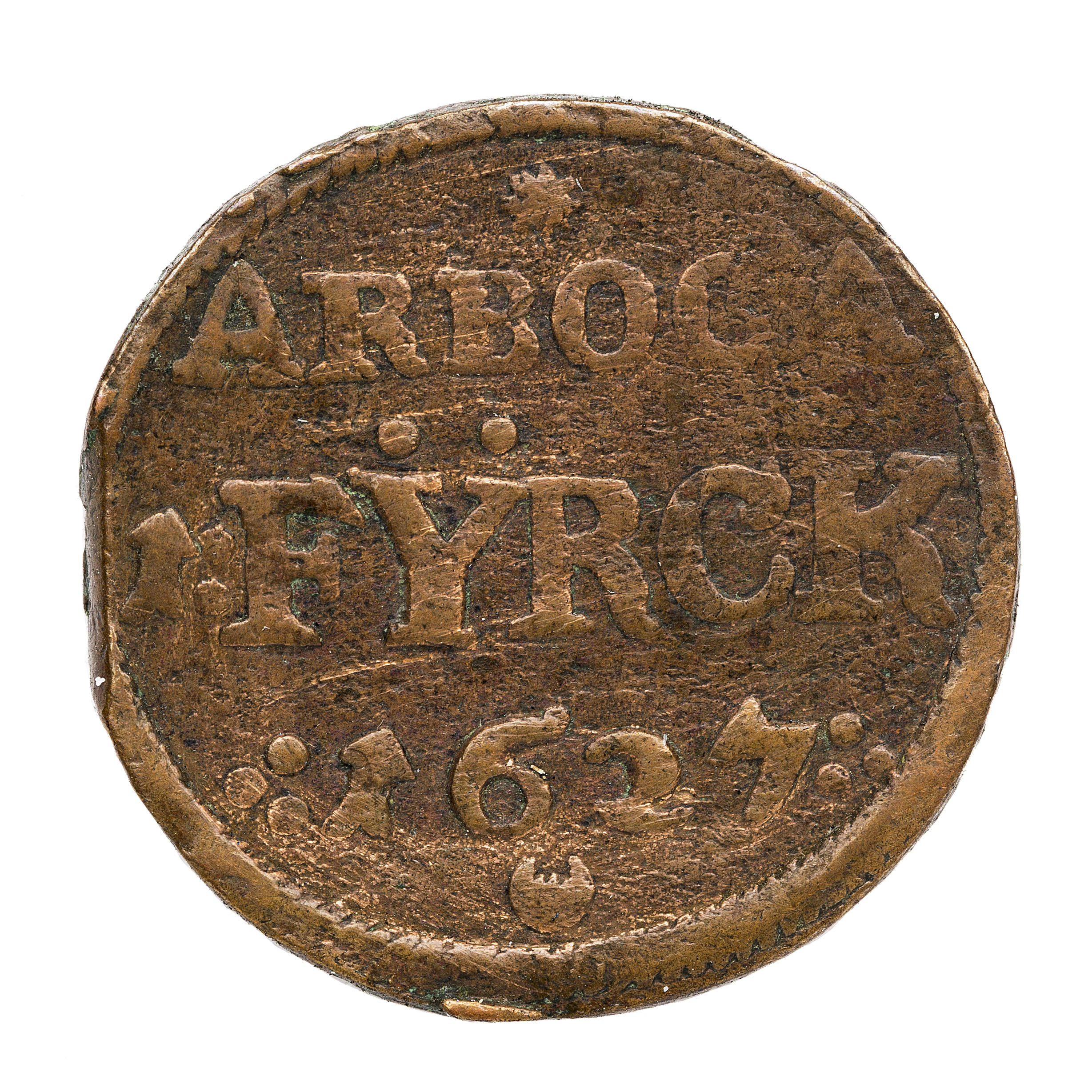
Fyrk av koppar slagen i Arboga 1627, Skoklosters slott.

Fyrken hade då ett värde av 4 penningar eller 1/6 öre. Från 1523 präglades fyrkar med värdet 6 penningar eller 1/4 öre. År 1601 slogs sista gången fyrkar i silver, och 1624–1660 präglades kopparfyrkar, vars värde nedsattes 1633 till halva, 1643 till 2/5 och 1664 till 1/3 av motsvarande mynt i silver.
Fyrk eller fyrktal var även under perioden med graderad rösträtt det mått som användes för att ange röststyrkan i kommuner på landet. Fyrktalet beräknades efter beskattningen, och var i det avseendet en föregångare till dagens skattekrona.
Enligt 1862 års kommunallagar beräknades fyrktalet på följande sätt. För den jord som var satt i mantal motsvarade ett helt mantal hundra fyrkar, oavsett vilken skatt som jorden taxerades för. Detta ändrades dock året därpå så att fyrktalet istället kopplades till bevillningen. Jordbruksfastighet påfördes då en fyrk per 5 öres bevillning och andra beskattningsföremål en fyrk per 10 öres bevillning.
För övriga beskattningsföremål (icke mantalssatt jord och andra fastigheter, frälseräntor och andra inkomster) beräknades fyrktalet utifrån en komplicerad modell, där den totala utdebiteringen från sådana beskattningsföremål dividerades med det sammanlagda antalet mantal i kommunen. Det belopp som då erhölls avrundades uppåt till närmaste hela riksdaler (krona). En hundradel av denna summa motsvarade i sin tur en fyrk. 
Den graderade rösträtten i kommunala val inskränktes successivt och avskaffades helt 1918, men fyrktalet behölls fram till 1937 för att beräkna vägavgifter med mera.
Fyrk är även ett nutida finlandssvenskt slanguttryck för pengar.